# 恰尔德·哈罗尔德游记

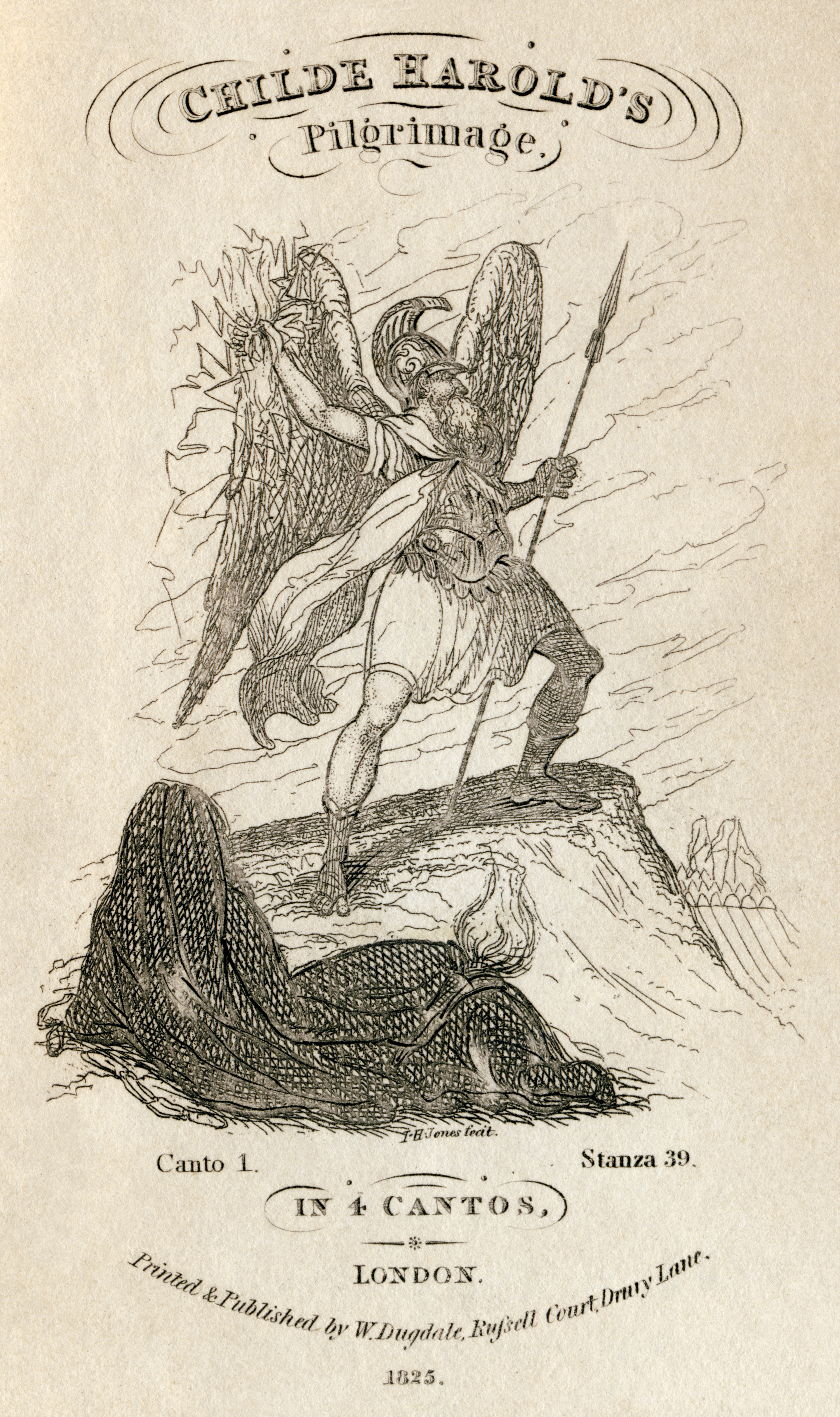
1825年版封面

《恰尔德·哈罗尔德游记》（Childe Harold's Pilgrimage）是拜伦的长篇叙事诗，也是他的成名作，1812年-1818年出版，献给Charlotte Harley夫人。诗中主人公恰尔德·哈罗尔德是一位高傲叛逆的拜伦式英雄，第一章叙述他在葡萄牙看到了美丽的风景和普通百姓的苦难，在西班牙见识了西班牙人反抗拿破仑侵略的斗争。第二章叙述在希腊、阿尔巴尼亚的游历，反应了对希腊民族解放运动的思考。第三章写滑铁卢战役之后，普通人的境遇并无根本改善，传达了死亡是一种解脱的思想。第四章是在意大利完成的，号召意大利人团结推翻奥地利的统治。贯穿全诗的是拜伦对自由的歌颂。